# Salitrillos
Salitrillos es un distrito del cantón de Aserrí, en la provincia de San José, de Costa Rica.

## Historia
Salitrillos fue creado el 22 de abril de 1999 por medio de Decreto 27928-G, segregado del distrito de Aserrí.

## Ubicación
Se ubica en el norte del cantón y limita al norte y este con el cantón de Desamparados, al oeste con los distritos de Aserrí y Tarbaca y al sur con el distrito de San Gabriel.

## Geografía
Salitrillos cuenta con un área de 14,34 km² y una altitud media de 1323 m s. n. m.

## Demografía
Para el año 2022, Salitrillos cuenta con una población estimada de 12 921 habitantes, y para el último censo efectuado, en 2011, Salitrillos contaba con una población de 13 676 habitantes.
Al igual que la cabecera cantonal, es un distrito de población mayoritariamente urbana, aunque incluye áreas demográficas de carácter rural.

## Localidades
- Barrios: Cinco Esquinas (parte), Santa Teresita.
- Poblados: Cerro, Cuesta Grande, Guinealillo, Huaso (parte), Lagunillas, Palo Blanco, Quebradas, Rincón.

Otras zones incluyen a Calle Lajas (comparte con San Miguel), Cinco Esquinas (comparte con Aserrí), El Carmen, El Cerro, Guinealillo, Jericó, La Flor, Lagunilla, La Planta, La Pradera Encantada, Los Itabos, Nazareth, Palo Blanco, Rincón, Roca Fuerte, Salitrillos (centro), San Antonio, San Isidro, Santa Teresita, Sauréz (comparte con Aserrí).

## Cultura

### Educación
Ubicadas propiamente en el distrito de Salitrillos se encuentran los siguientes centros educativos:
- Colegio Técnico Profesional (C.T.P.) de Aserrí
- Escuela Domingo Faustino Sarmiento
- Escuela de Santa Teresita
- Escuela de Sauréz

## Transporte

### Carreteras
Al distrito lo atraviesan las siguientes rutas nacionales de carretera:
- Ruta nacional 209
- Ruta nacional 304

## Concejo de distrito
El concejo de distrito de Salitrillos vigila la actividad municipal y colabora con los respectivos distritos de su cantón. También está llamado a canalizar las necesidades y los intereses del distrito, por medio de la presentación de proyectos específicos ante el Concejo Municipal. El presidente del concejo del distrito es el síndico propietario del partido Liberación Nacional, Marco Tuliio Cárdenas Cerdas.
El concejo del distrito se integra por:
| #                       | Partido                     | Nombre                           |
| Síndico propietario     | Síndico propietario         | Síndico propietario              |
| ----------------------- | --------------------------- | -------------------------------- |
| 1                       | Partido Liberación Nacional | Marco Tuliio Cárdenas Cerdas     |
| Síndico suplente        |                             |                                  |
| 2                       | Partido Liberación Nacional | Clara Hortensia Campos Valverde  |
| Concejales propietarios |                             |                                  |
| 3                       | Partido Liberación Nacional | Leonel Antonio Cárdenas Marín    |
| 4                       | Partido Liberación Nacional | Lucila Sandoval Martínez         |
| 5                       | Frente Amplio               | Francisco José Abarca Chinchilla |
| 6                       | Partido Acción Ciudadana    | Bernardita Tencio Hernández      |
| Concejales suplentes    |                             |                                  |
| 7                       | Partido Liberación Nacional | Kattia Marcela Mora González     |
| 8                       | Partido Liberación Nacional | Víctor Julio Corrales Astúa      |
| 9                       | Frente Amplio               | Zobeida Sánchez Cascante         |
| 10                      | Partido Acción Ciudadana    | Ingrid Castro Zúñiga             |